# Wilhelm Wagner (Mediziner, 1848)

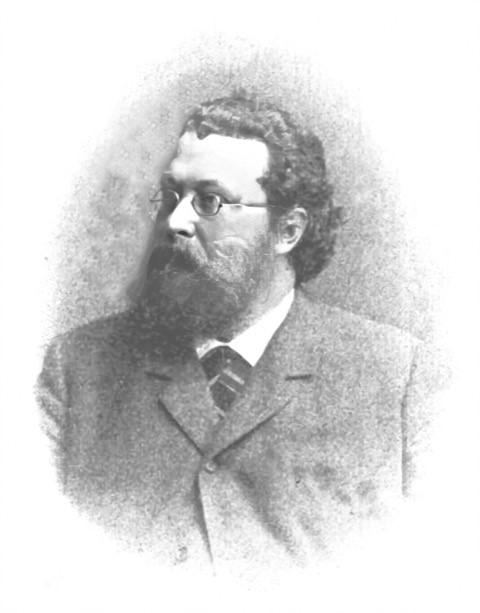
Wilhelm Wagner, um 1890

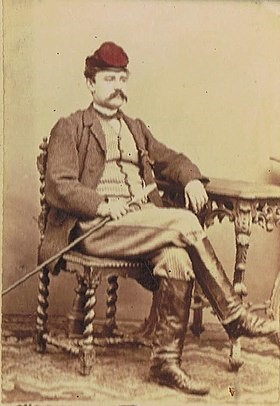
Wilhelm Wagner

Wilhelm Wagner (* 14. Januar 1848 in Wohnbach, Wetterau; † 7. August 1900 in Königshütte, Oberschlesien) war ein deutscher Arzt in Hessen. Berühmt wurde er als Chirurg, Orthopäde und Botaniker in Schlesien. Er gilt als Wegbereiter der Schädelöffnung zur Behandlung von verletzungsbedingten Blutungen.

## Leben
Wilhelm Wagner besuchte das Gymnasium Philippinum (Marburg). Nach dem Abitur studierte er ab 1865 an der Hessischen Ludwigs-Universität Medizin. Seit Herbst 1865 im Corps Starkenburgia aktiv, wurde er am 18. Juli 1866 recipiert. Als geklammerter Fuchsmajor wechselte er an die Philipps-Universität Marburg, die ihn 1869 zum Dr. med. promovierte. Seine ärztliche Laufbahn begann er als Kurarzt im Bad Nauheim. Am Deutsch-Französischen Krieg nahm er in einem Reservelazarett in Friedberg (Hessen) teil. Er blieb nach dem Friede von Frankfurt als praktischer Arzt in Friedberg und heiratete Marie Herzberger, seine große Liebe seit den Studienjahren.

### Oberschlesien

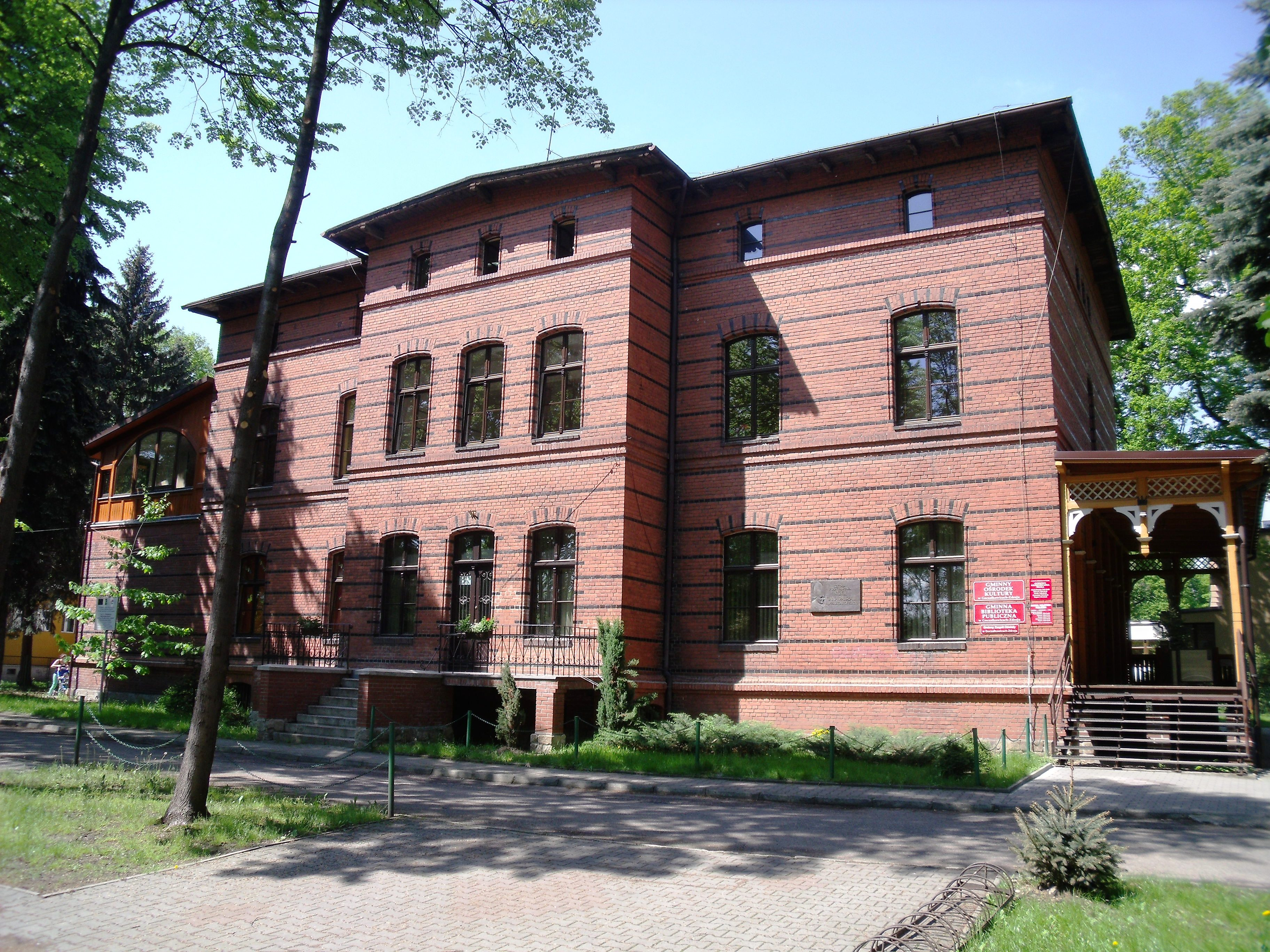
Heilanstalt zu Goczalkowitz

Als im Oberschlesischen Industriegebiet die Industriestadt Königshütte gegründet worden war, bewarb sich Wagner 1877 um die Stelle als Oberarzt im Lazarett der Knappschaft. Er erhielt sie und zog mit seiner Frau und den drei Kindern in den äußersten Osten der Provinz Schlesien. Die Familie bezog eine Wohnung auf dem Dachboden des Krankenhauses. Im Knappschaftshaus war Wagner zunächst alleiniger Arzt und Verwalter; ein Assistent wurde ihm erst nach fünf Jahren zugewiesen. (Daneben arbeitete er auch im alten St.Hedwigskrankenhaus, das sich damals noch im Dachgeschoss eines Königshütter Miethauses befand, im späteren Neubau hatte er seine Privatpraxis). Zum Chefarzt ernannt, entwickelte er das zu diesem Zeitpunkt noch vor den Toren der Stadt gelegene (nah am Bismarckschacht des Bergwerks-„Westfelds“) und nach dem Blocksystem erbaute Gebäude zu einem großen und modernen Krankenhaus. 1892 umfasste es das alte Hauptgebäude und drei Pavillons mit insgesamt 400 Betten. Ein Pavillon mit 60 Betten war frischen offenen Verletzungen und aseptischen Operationen vorbehalten. Für die Krankenhausanlage schuf Wagner eine eigene Wasserleitung, Kanalisation, Zentralheizung, Zentralküche, Dampfwaschanstalt, Badehaus und Leichenschauhaus mit einem Raum für Obduktionen. Da aus dem nahen Russisch-Polen nicht selten Seuchen eingeschleppt wurden, baute man 1893 noch einen „mustergültigen Seuchenpavillon“. Er bewährte sich schon im nächsten Jahr, als eine Cholera asiatica mit mehreren Fällen auf Oberschlesien übergriff. Als einer der ersten regte Wagner den Bau einer Lungenheilstätte in Loslau an. In Bad Gottschalkowitz errichtete er 1896 für Knappschaftsmitglieder eine Heilanstalt. Wagners großes Unglück war der Tod seiner Frau. Von ihm selbst operiert, erlag sie 1897 einer Sepsis. 
Klinisch arbeitete er auf chirurgischem und orthopädischem Gebiet. Bereits als junger Arzt wurde er in die Deutsche Gesellschaft für Chirurgie aufgenommen. Ihr Gründer war Wagners Corpsbruder Richard von Volkmann. Das von Wagner geführte Krankenhaus in Neu Heiduk bei Königshütte galt bezüglich Therapie und Patientenbetreuung als vorbildlich. Wagner war ein ausgewiesener Kenner der Bleivergiftung. In der Kraniotomie inaugurierte er 1889 das nach ihm benannte Verfahren, bei dem ein hufeisenförmiger osteoplastischer Schädellappen aus Knochen und Faszie mit basaler Stielung nach dem Eingriff wieder aufgelegt werden konnte, welches sich aber erst Jahrzehnte später durchsetzte. Er galt als ausgezeichneter Diagnostiker und war ein weithin gefragter Konsiliararzt, auch in Österreich und Russland.
Begünstigt durch den Lazarettzwang des Oberschlesischen Knappschaftsvereins, konnte Wagner die Einrichtungen im Königshütter Lazarett für die Durchführung der Gesetzlichen Unfallversicherung vorbildlich gestalten. Auf den Werken bereitstehende Krankentransportwagen brachten jeden Verletzten vom Unfallort ins Krankenhaus. Dort blieb er bis zum Abschluss des Heilverfahrens. Das 1893 im Lazarett eingerichtete Zanderinstitut ermöglichte die frühzeitige funktionelle Frakturbehandlung. Am Entlassungstag erschien eine Feststellungskommission der knappschaftlichen Berufsgenossenschaft im Krankenhaus, um mit den Ärzten die etwaige Minderung der Erwerbsfähigkeit des Verletzten einzuschätzen.

„Die ersten Jahre von Wagners Wirksamkeit in Königshütte fielen zusammen mit der in Deutschland damals gerade einsetzenden Ausbreitung der Antisepsis und ihrer Erfolge, und parallel mit dieser Entwicklung wandte er sich mehr und mehr der Chirurgie zu, aus innerer Berufung und äußerer Notwendigkeit und, ohne aus einer bestimmten chirurgischen Schule hervorgegangen zu sein, schuf er im wesentlichen als Autodidakt Grundlegendes und Bleibendes in der Chirurgie. Doch verlor er hierbei durch die besonderen Verhältnisse seines Wirkungsbereichs nie den Zusammenhang mit der allgemeinen Medizin.“

### Botanik
In seiner Freizeit widmete sich Wagner der Botanik. Er baute ein gut ausgestattetes Herbarium auf und ergänzte es ständig. In diesem Zusammenhang stand er mit vielen botanischen Zentren weltweit korrespondierend im Kontakt. Einige seiner Sammlungsstücke aus Schlesien, der damals oberungarischen Tatra und der Schweiz befinden sich heute in der Sammlung des Herbariums der Georg-August-Universität Göttingen, aber auch in mehreren europäischen Städten verteilt, z. B. in Frankreich. Im Index of Botanists der Harvard University Herbaria wird er unter der ASA Botanist ID 100073 botanist geführt.

### Würdigung
Als „wahrer Freund und Wohltäter des Arbeiters“ zwei Jahre nach seiner Frau mit nur 52 Jahren gestorben, fand Wagner berufene Anerkennung. Als Präsident der Deutschen Gesellschaft für Chirurgie meinte Vincenz Czerny in seinem Nachruf:

„Wagner hat gezeigt, dass man auch fern von der Universität ein großer Arzt und ein berühmter Chirurg werden kann, wenn man das Talent dazu und das Herz am rechten Fleck hat.“

## Nachfahren
In Neu-Heiduk kam 1888 das vierte Kind, der Sohn Gerhard Wagner zur Welt. 1933 wurde er Reichsärzteführer.

## Ehrungen
- Geh. Sanitätsrat (1894)[3]
- Honorarprofessor (1894)

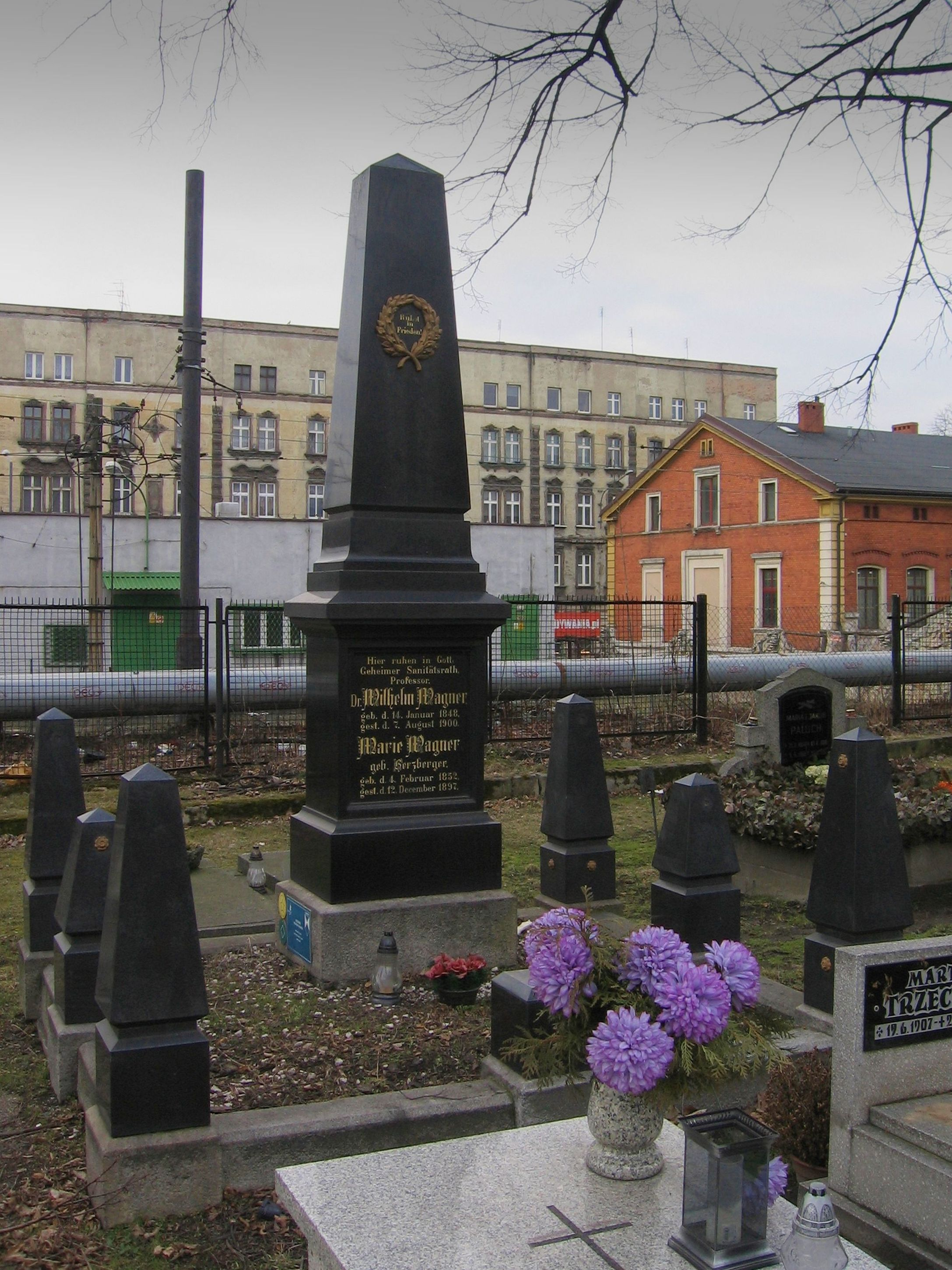
Wilhelm Wagners Grab in Chorzów (2018)

- Wahl in den Vorstand der Deutschen Gesellschaft für Chirurgie
- Mitglied der Schlesischen Ärztekammer[9]
- Vorsitzender des Oberschlesischen Ärztevereins
- Oberarzt des Oberschlesischen Knappschaftsvereins mit neun Lazaretten
- Denkmal in der Stadtmitte von Königshütte (1908), Bronzeplatte mit Relief Wagners und Inschrift ALIIS INSERVIENDO CONSUMOR[10]

## Schriften
- Die Massage und ihr Wert für den praktischen Arzt. Berliner klinische Wochenschrift 1876.
- Die Behandlung der Hydocele congenita. Deutsche Medizinische Wochenschrift 1878.
- Die Behandlung der Empyeme. Berliner klinische Wochenschrift 1878.
- Die Behandlung der Kyphosen und Skoliosen mittels des Sayreschen [Lewis Albert Sayre] Gipskorsetts. Breslauer ärztliche Zeitung 1879.
- Die frühzeitige antiseptische Behandlung der Bubonen. Breslauer ärztliche Zeitung 1879.
- Die Lähmung der Extensoren des Fußes nach Oberschenkelbrüchen. Zentralblatt für Chirurgie 1879.
- Die Orthopädie in der ärztlichen Praxis. Deutsche Medizinische Wochenschrift 1881.
- Über Transplantation frischer gestielter Lappen vom Thorax auf Weichtheildefecte des Ober- und Unterarms, 1885.
- Die Behandlung der complicirten Schädelfracturen, 1886.
- Die temporäre Resection des Schädeldaches an Stelle der Trepanation. In: Zentralblatt für Chirurgie. Band 16, 1889, S. 833 ff.
- Zwei Fälle von temporärer Schädelresection. In: Zentralblatt für Chirurgie. Band 18, 1891, S. 13.
- Präparat von partiell exstirpirter, gelappter Leber, 1890.
- Über verkalkte retrosternale Strumen, 1894.
- Exstirpation der sarcomatösen Wandermilz – Heilung, 1894.
- Zwei Fälle von Hämatom der Dura mater geheilt durch temporäre Schädelresection. In: Berliner Klinische Wochenschrift. Band 32, 1895, S. 137–140.
- mit Paul Stolper: Die Verletzungen der Wirbelsäule und des Rückenmarks, 1898.